# Karvandarina
Karvandarina é um género botânico pertencente à família Asteraceae.